# Esparta (mitologia)
Segons la mitologia grega, Esparta (en grec antic Σπάρτα) va ser una heroïna, filla d'Eurotas, rei de Lacònia i de Cleta, i epònima de la ciutat d'Esparta.
Casada amb Lacedèmon va ser mare d'Amicles i d'Eurídice. De vegades es diu que també va ser mare d'Hímer i d'Àsine.